# Gösta Uddén

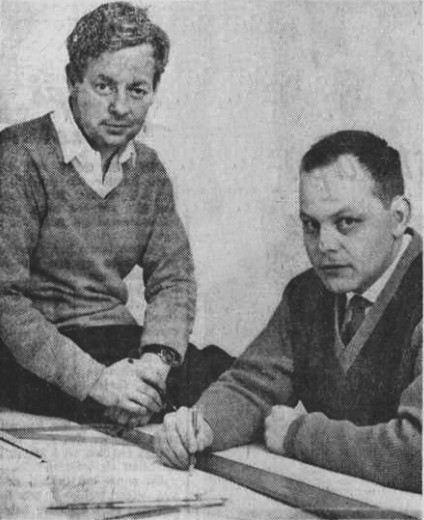
Gösta Uddén och Olle Wåhlström

Carl Gösta Uddén, född 3 maj 1927 i Göteborg, död 10 november 2017 i Saltsjö-Duvnäs, var en svensk arkitekt. Uddén var undervisningsassistent vid KTH 1961–1963.

## Biografi
Efter studentexamen i Göteborg 1946 studerade han på Chalmers Tekniska Högskola till 1953, med påföljande studier vid Kungliga Konsthögskolan i Stockholm till 1960. Han var anställd hos Helge Zimdal 1952, Carl-Ivar Ringmar 1954, Hans Asplund 1955, Kooperativa förbundets arkitektkontor 1957 och hos Byggnadsstyrelsen 1958. 1959 startade han tillsammans med Olle Wåhlström Udden & Wahlström arkitektkontor i Stockholm vilket de drev tillsammans till 1975. De kom på 1960-talet i kontakt med reformpedagogik efter amerikansk modell, vilket ledde till att Gröndalsskolan i Värnamo uppfördes som en av landets första öppna skolor, i motsats till det förhärskande korridorssystemet med klassrum på rad.
Bland hans arbeten märks Tensta gymnasium som stod färdig 1984 och utgör en klar kontrast till Tenstas övriga 1960-tals arkitektur. Gymnasiebyggnaden kompletteras av ytterlige två byggnader ritade av Uddén: Tensta Träff med bland annat stadsdelsbiblioteket och Tenstahallen med idrotts- och simhall. Anläggningens arkitektur är en blandning av modernism med traditionell asiatiska drag. Uddén valde gedigna material som rött tegel, mönstergjuten omålad betong, limträ och svartmålat stål. Byggnaden är blåklassad av Stadsmuseet i Stockholm, vilket innebär att bebyggelsens kulturhistoriska värde av stadsmuseet anses motsvara fordringarna för byggnadsminnen i Kulturmiljölagen.
Uddén är begravd på Lerums Gamla kyrkogård.

## Bilder

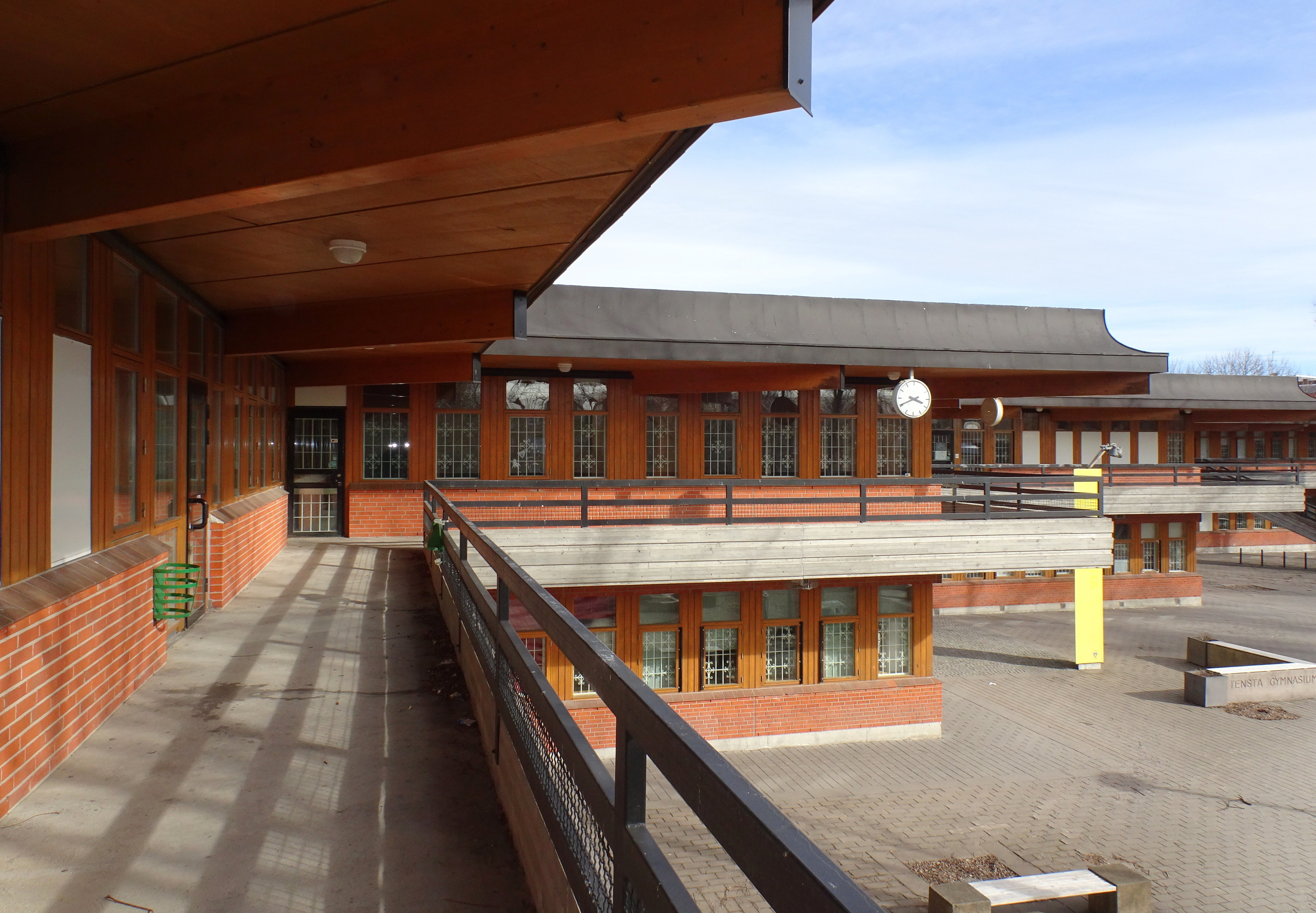
Tensta gymnasium.
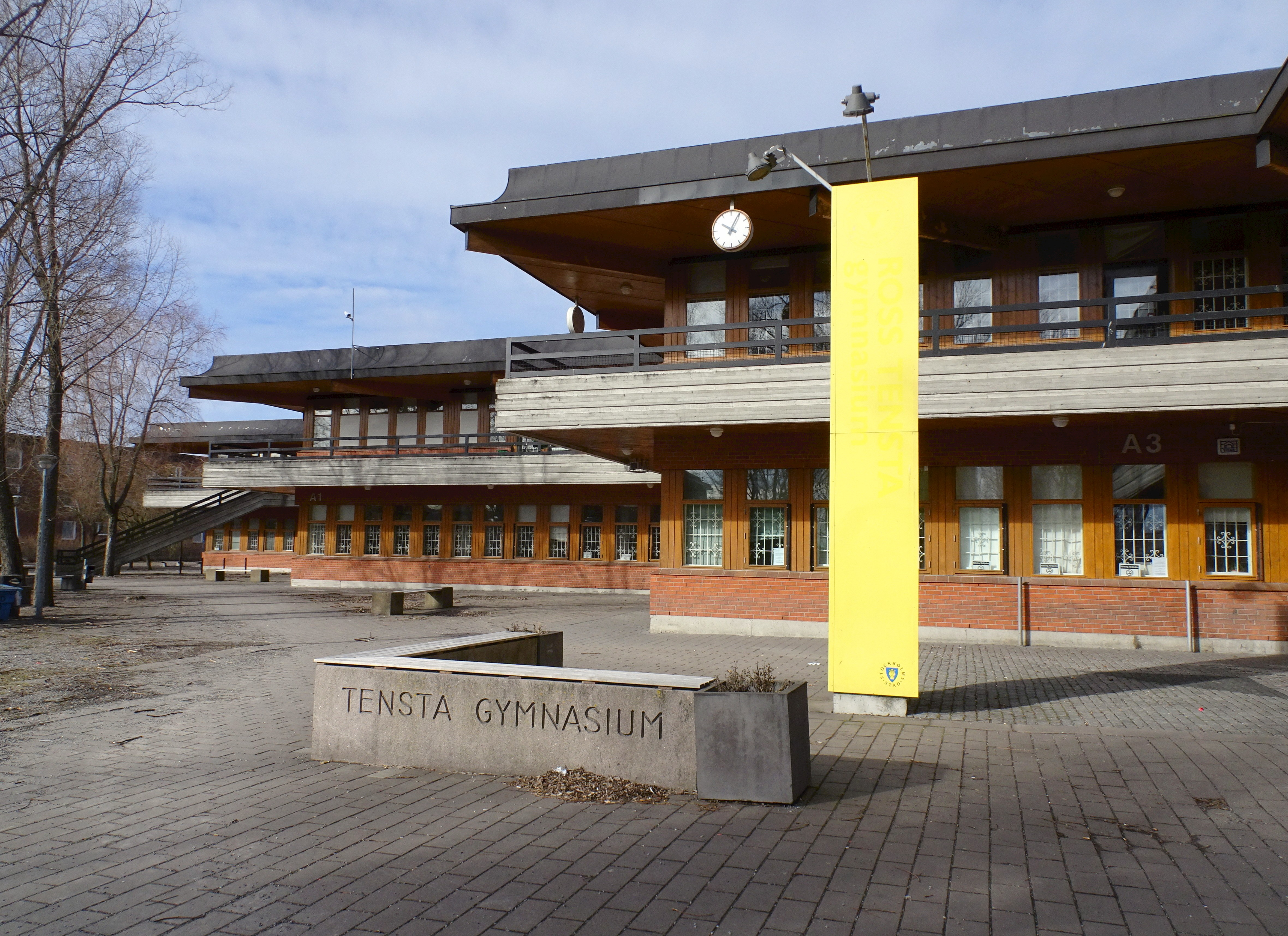
Tensta gymnasium.
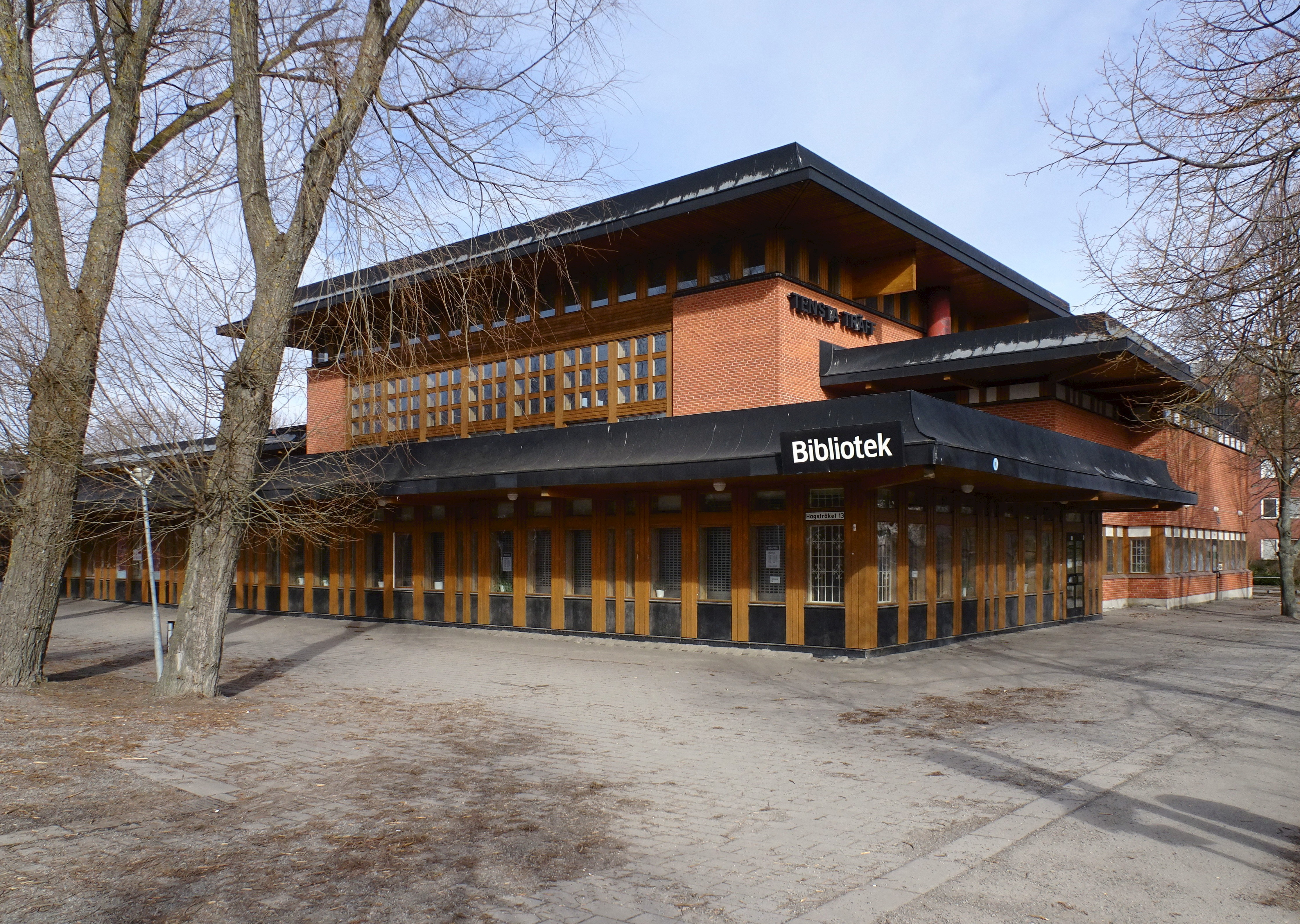
Tensta Träff.
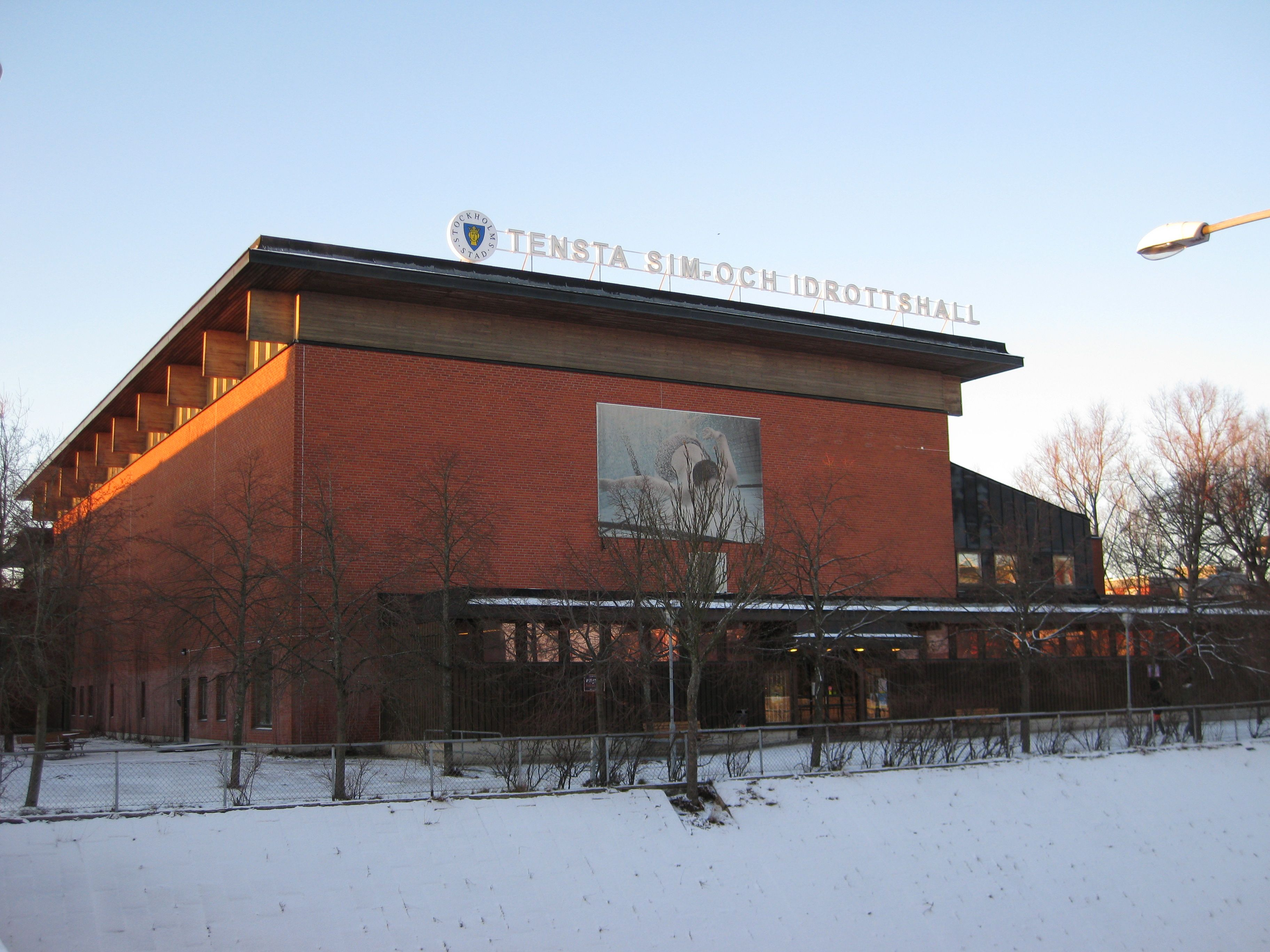
Tenstahallen.

## Verk i urval
- Ekebyskolan, låg- och mellanstadieskola, Vallentuna 1964–1968 (efter tävling)
- Finnvedsskolan, Värnamo, 1967–1968.
- Slättgårdsskolan, Bredäng, 1968 (nedbrunnen 2020).
- Gröndalsskolan, Värnamo, 1971.
- Brinellskolan, Nässjö, 1971.
- Ullvigymnasiet, Köping, 1975–1980.
- Tensta gymnasium, Stockholm, 1984.
- Tenstahallen, Stockholm, 1984.